# 1992年アルベールビルオリンピックのフリースタイルスキー競技
1992年アルベールビルオリンピックのフリースタイルスキー競技（1992ねんアルベールビルオリンピックのフリースタイルスキーきょうぎ）は、2月13日に実施された。

## 概要
男女モーグルがフリースタイルスキーで初めて正式種目として開催された。また、公開競技としてエアリアル、バレエが実施された。

## 競技結果（正式種目）

### 男子モーグル
- 1992年2月13日
- エントリー24人
- Sports-Reference.com (Olympics) のアーカイブ (英語)
- 1992年アルベールビルオリンピックのフリースタイルスキー競技 - Olympedia（英語）
- アルベールビルオリンピック公式記録vol3(PDF)RESULTS:P25

| 順位 | 名前                   | 国・地域       | 総得点 |
| ---- | ---------------------- | -------------- | ------ |
| 1    | エドガー・グロスピロン | フランス       | 25.81  |
| 2    | オリビエ・アラマン     | フランス       | 24.87  |
| 3    | ネルソン・カーマイケル | アメリカ合衆国 | 24.82  |
| 40   | 山崎修                 | 日本           | 14.49  |

### 女子モーグル
- 1992年2月13日
- エントリー24人
- Sports-Reference.com (Olympics) のアーカイブ (英語)
- 1992年アルベールビルオリンピックのフリースタイルスキー競技 - Olympedia（英語）
- アルベールビルオリンピック公式記録vol3(PDF)RESULTS:P24

| 順位 | 名前                           | 国・地域       | 総得点 |
| ---- | ------------------------------ | -------------- | ------ |
| 1    | ドナ・ワインブレット           | アメリカ合衆国 | 23.69  |
| 2    | エリザベータ・コジェフニコワ   | EUN            | 23.50  |
| 3    | スタイン・リセ・ハッテスタット | ノルウェー     | 23.04  |

## 競技結果（公開種目）

### 男子エアリアル
- 1992年2月16日
- エントリー16人
- アルベールビルオリンピック公式記録vol3(PDF)RESULTS:P27

| 順位 | 名前                     | 国・地域 | 総得点 |
| ---- | ------------------------ | -------- | ------ |
| 1    | フィリップ・ラロッシュ   | カナダ   | 237.47 |
| 2    | ニコラス・フォンティーン | カナダ   | 228.88 |
| 3    | ディディエ・メダ         | フランス | 219.44 |
| 14   | 永井裕二                 | 日本     | 162.58 |

### 男子バレエ
- 1992年2月10日
- エントリー17人
- アルベールビルオリンピック公式記録vol3(PDF)RESULTS:P23

| 順位 | 名前                   | 国・地域       | 総得点 |
| ---- | ---------------------- | -------------- | ------ |
| 1    | ファブリス・ベッケル   | フランス       | 28.15  |
| 2    | ルネ・クリスチャンセン | ノルウェー     | 28.00  |
| 3    | レーン・スピナ         | アメリカ合衆国 | 27.40  |

### 女子エアリアル
- 1992年2月16日
- エントリー13人（棄権1人）
- アルベールビルオリンピック公式記録vol3(PDF)RESULTS:P26

| 順位 | 名前                   | 国・地域     | 総得点 |
| ---- | ---------------------- | ------------ | ------ |
| 1    | コレット・ブランド     | スイス       | 157.51 |
| 2    | マリー・リンドグレーン | スウェーデン | 155.10 |
| 3    | エルフィー・ジムヒェン | ドイツ       | 153.94 |

### 女子バレエ
- 1992年2月10日
- エントリー17人
- アルベールビルオリンピック公式記録vol3(PDF)RESULTS:P22

| 順位 | 名前                 | 国・地域       | 総得点 |
| ---- | -------------------- | -------------- | ------ |
| 1    | コニー・キスリング   | スイス         | 25.30  |
| 2    | キャシー・フェチョス | フランス       | 25.20  |
| 3    | シャロン・ペツォルト | アメリカ合衆国 | 24.10  |

## 各国メダル数
| 順 | 国・地域       | 金 | 銀 | 銅 | 計 |
| -- | -------------- | -- | -- | -- | -- |
| 1  | フランス       | 1  | 1  | 0  | 2  |
| 2  | アメリカ合衆国 | 1  | 0  | 1  | 2  |
| 3  | EUN            | 0  | 1  | 0  | 1  |
| 4  | ノルウェー     | 0  | 0  | 1  | 1  |